# Microchaetina cinerea
Microchaetina cinerea là một loài ruồi trong họ Tachinidae.